# Pierre Joseph de Caters
Le baron Pierre Joseph de Caters, né le 6 juin 1769 à Anvers et mort le 18 février 1861 à Anvers, est un financier et homme politique belge.

## Biographie
Petrus Jozef de Caters est le fils de Jean Pierre Ernest de Caters, seigneur de Cadnel, et de Johanna Marie d'Henssens. Il est le frère de Willem Andreas de Caters.
Le 24 juin 1810, il épousa Jeanne Antoinette (Joanna Antonia) Ergo (1772-1857), veuve de Charles Jean Michel de Wolf (1747-1806), banquier et fondateur de la Banque C.J.M. de Wolf à Anvers, qui fusionnera plus tard dans le Crédit lyonnais Belgium. De Caters et son épouse vivent sur le Catershoeve à Merksem et ont deux fils :
- Constantin (1811-1884), banquier, président de la Commission provinciale d'agriculture, de la Société royale de zoologie et de la Société royale d'agriculture. Grand-père de Pierre de Caters
- Ernest (1815-1876), gentleman-rider, membre fondateur de la Société des steeple-chases de France. Gendre de Luigi Lablache, il est le père de Louis de Caters.

Ce mariage conduit Pierre Joseph de Caters à reprendre la tête de la Banque de Wolf. Il prend part à la création et siège au conseil d'administration de plusieurs sociétés (Compagnie d'assurances Agriculture et Commerce, Compagnie d'assurances Securitas, Compagnie le Phare, Compagnie d'assurances Antverpia, Compagnie d'assurances L'Indemnité, Cercle d'assureurs, Le Lloyd belge, Comptoir spécial d'assurances maritimes, Société de navigation à vapeur, Compagnie maritime d'assurances maritimes, etc).
Politiquement actif et orangiste, il devient conseiller communal, puis bourgmestre de Berchem du 20 octobre 1818 au 25 décembre 1831.
Le 28 mars 1828, à la fin du régime hollandais, il fonde la Société royale des jardins et de l'agriculture d'Anvers (KTLMA), qui porte encore ce nom, mais qui est appelée dans la promenade « Tuinpunt ». La Horticultural Society of London (aujourd'hui la RHS) existait déjà en Angleterre.
En 1839, De Caters acquiert, aux Domaines nationaux, le domaine Wouwse Plantage (nl) pour 120 000 florins. Le terrain fait à l'origine partie du marquisat de Berg-op-Zoom et est créé après la remise en état du terrain au sud-ouest de Roosendaal. De Caters couvre le domaine de pins, plus précisément de pins de Corse et de pins sylvestres. Le bois est destiné à l'exploitation minière dans le Limbourg. Les ouvriers forestiers nécessaires pour cela viennet habiter à proximité. En conséquence, de Caters devient le fondateur de facto du village de Wouwse Plantage. Par héritage, le domaine est désormais la propriété de la famille Speeckaert.
En 1843, de Caters est le cofondateur et premier directeur de la Société royale de zoologie d'Anvers (nl), l'organisation derrière le Zoo d'Anvers, qui fut inaugurée cette même annéé en présence du roi Léopold Ier et de Caters.
En 1849, il est fait chevalier dans l'ordre de Léopold. Il est également décoré de l'Ordre royal de l'Étoile polaire.
Il est anobli par le roi Léopold I en 1857, créé baron de Caters.
Jusqu'à sa mort, il est président de la fabrique de l'église de Sint-Joriskerk (nl) à Anvers.
Il meurt le 18 février 1861 et est enterré dans le monument funéraire de la famille de Caters au Schoonselhof.

## Hommages
Une rue de Berchem porte plus tard son nom : la Baron de Catersstraat. Toujours aux Pays-Bas, à Wouwse Plantage, une rue porte son nom, en reconnaissance de sa contribution à la fondation du village. Cette rue est également appelée Baron de Catersstraat.
À l'intérieur de l'église de Sint-Joriskerk d'Anvers (nl) se trouve une plaque de cuivre commémorant Petrus Jozef de Caters et sa femme Joanna Antonia Ergo. Ils sont tous deux représentés agenouillés devant Marie avec Jésus sur ses genoux. Derrière eux se trouvent leurs saints patrons respectifs Joseph et Pierre, ainsi que Joanna et Antoine de Padoue.